# Усольський ВТТ
Усольський ВТТ (рос. УСОЛЬСКИЙ ИТЛ, Усольлаг) — підрозділ, що діяв в структурі Головного управління виправно-трудових таборів Народного комісаріату внутрішніх справ СРСР (ГУЛАГ НКВД).
Час існування: організований 05.02.38;

діючий на 01.01.60.
Першим начальником був Алмазов (Алмазян) Завен (Зувен) Арменакович. В вересні 1938 до складу Усольського ввійшов Боровський ВТТ, організований для будівництва Солікамського Целюлозно-паперового комбінату, але який проіснував тільки два місяці. Пізніше для цього будівництва був виділений Солікамський виправно-трудовий табір.

## Підпорядкування та дислокація
- ГУЛАГ з 05.02.38 ;
- Управління таборів лісової промисловості (рос. УЛЛП) з 26.02.41 ;
- ГУЛЛП з 04.03.47 ;
- ГУЛАГ МЮ з 02.04.53 ;
- ГУЛАГ МВС з 28.01.54 ;
- ГУЛЛП з 02.08.54 ;
- ГУЛАГ МВС з 13.06.56;
- ГУИТК МВС СРСР з 27.10.56 ;
- МВС РРФСР з 01.12.57 ;
- ГСЛ МВС РРФСР з 05.02.58

Дислокація: Свердловська область, м. Солікамськ в 1938 р.;
Молотовська (нині Пермська) обл., м. Солікамськ

## Виконувані роботи
- лісозаготівлі,
- заготівля лижних болванок і виготовлення лиж,
- деревообробка, випуск шпал, меблеве, швейне і взуттєве виробництва,
- с/г роботи,
- обслуговування судоремонтних майстерень в Солікамській затоці, хутрових майстерень, вузькоколійних залізниць, автобази,
- капітальне буд-во,
- дровозаготовки, сплавні і вантажно-розвантажувальні роботи, виготовлення тари, спецклепки, ширвжитку,
- буд-во домобудівельного цеху, вузькоколійних залізниць і автодоріг, виробництво цегли